# Alberto Ricardo da Silva

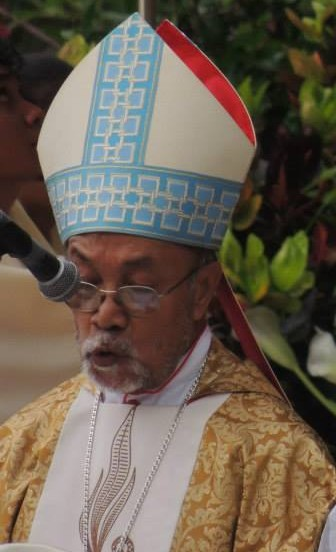
Alberto Ricardo da Silva

Alberto Ricardo da Silva (* 24. April 1943 in Vila General Carmona, Portugiesisch-Timor; † 2. April 2015 in Dili, Osttimor) war römisch-katholischer Bischof von Dili in Osttimor.

## Leben
Silva besuchte die Grundschule des Colégio Nuno Alvares Pereira in Soibada. Einer seiner Klassenkameraden dort war der spätere Politiker und Freiheitskämpfer Nicolau dos Reis Lobato. Danach ging er auf das Priesterseminar Nossa Senhora da Fatima in Dare. Am 15. August 1972 empfing Silva das Sakrament der Priesterweihe. In Dili studierte er am Seminar und wurde dann zum Studium der Philosophie nach Macau geschickt. Sein Studium der Theologie setzte Silva im Seminar von Leiria in Portugal fort. Später erhielt er an der Päpstlichen Universität Gregoriana in Rom ein Stipendium für spirituelle Theologie.
Silva arbeitete als geistlicher Begleiter, später wurde er Rektor des Seminars in Dare und Generalvikar von Dili (1980–1992).
1991 bot Silva als Gemeindepfarrer der Kirche Santo António de Motael timoresischen Studenten Unterschlupf bei ihren Aktionen für die Unabhängigkeit des Landes gegen die indonesische Besatzung. Ende Oktober umzingelten indonesische Sicherheitskräfte und Milizen die Kirche. Der Aktivist Sebastião Gomes wurde dabei angeschossen und verblutete. Silva hielt am 12. November für Gomes  eine Totenmesse. Der Beerdigungszug zum Friedhof Santa Cruz wurde zu einer friedlichen Demonstration mit mehreren tausend Teilnehmern. Am Friedhof eröffnete das indonesische Militär das Feuer auf die Demonstranten, mindestens 271 Menschen starben. Filmaufnahmen vom Santa-Cruz-Massaker lösten in der ganzen Welt Empörung aus und brachten den Osttimorkonflikt wieder auf die politische Agenda. Silva wurde in den folgenden Wochen wiederholt von militärischen Sicherheitskräften verhört. Man beschuldigte ihn, der Kopf hinter den Demonstrationen zu sein, auch wenn er betonte, dass er nur Interesse an seinen religiösen Aufgaben als Priester habe und diese würde Timoresen jeglicher politischer Richtung und auch christliche Indonesier miteinbeziehen. Trotzdem wurde er mehrfach mit Gefängnis und schlimmeren bedroht. Um ihn außer Gefahr zu bringen, wurde Silva von der Kirche zum Studium nach Rom geschickt. Erst Jahre später kehrte er nach Osttimor zurück. Ab 2000 war Silva Rektor des Priesterseminars Peter und Paul in Dili.
Papst Johannes Paul II. ernannte ihn am 27. Februar 2004 zum Bischof von Dili. Die Bischofsweihe spendete ihm der Bischof von Baucau, Basílio do Nascimento, der das Bistum Dili seit 2002 bis zu seiner Amtsübernahme als Apostolischer Administrator leitete, am 2. Mai desselben Jahres. Mitkonsekratoren waren der Erzbischof von Kupang, Peter Turang, und Weihbischof Tomás Pedro Barbosa da Silva Nunes aus Lissabon.
2014 ließ Silva sich in Australien wegen eines Gehirntumors behandeln. Am 9. Februar 2015 nahm Papst Franziskus seinen vorzeitigen Rücktritt an. Grund waren gesundheitliche Probleme. Am 2. April 2015 starb Silva um 21 Uhr Ortszeit im Hospital Nacional Guido Valadares, wo er seit dem 22. März stationär behandelt worden war. Er litt an einem Hirntumor.

## Sonstiges
Nach Silva ist die Avenida Dom Ricardo da Silva in Dili benannt.